# アリシン・ケイ
アリシン・ケイ（Allysin Kay、女性、1987年11月5日 - ）は、アメリカ合衆国のプロレスラー。ミシガン州デトロイト出身。
アメリカではWSU・SHIMMER・Shineを転戦し、日本ではディアナに定期的に来日している。

## 経歴
2008年7月より地元の養成所であるBCWAでプロレストレーニングを始める。
6ヶ月後の12月28日デビュー。
2010年4月、AIW初参戦。ジェシカ・ハヴォック、エンジェル・ダストに連敗。
2011年1月の「Girls Night Out 3」にてロキシー・コットンからAIW初勝利。
「Girls Night Out 4」でもミッキー・ナックルズに勝利。しかし「Girls Night Out 5」でミア・イムに鼻を蹴られ骨折し敗れる。
「Girls Night Out 6」空位のAIW女子王座を掛けてイムと観客凶器持ち込みデスマッチで再戦し勝利するとともに王座奪取。「Girls Night Out 7」で3度目の対戦が組まれ防衛成功。その後もジェニファー・ブレイク、クレイジー・マリー・ドブソン、KC・ウォーフィールドを退ける。
2011年1月にはWSUに初参戦を果たすが、ジャミリア・クラフトに敗れる。
2012年3月3日、サッシー・ステファニーとのタッグでWSUタッグチーム王座を獲得。
2013年にディアナUSAと契約。来日初戦は7月7日の道場マッチで青野敬子と対戦も敗れる。8月4日にはクレイジー・マリーとのタッグで青野&堀田祐美子が持つWWWD世界タッグ王座に挑戦するが奪取失敗
2016年4月、TNAと契約を交わし、シエナ（Sienna）のリングネームで活動。6月12日、Slammiversary 2016にてTNA女子ノックアウト王座を保持するジェイド、ゲイル・キムとトリプルスレットマッチを行い、マーティ・ベルがレフェリーの隙を突いてジェイドにゴルフクラブで殴打したところフォールしてカウント3を奪い勝利。ベルトを奪取した。
2018年7月、インパクト・レスリングを退団。8月3日、WWEが主催する第2回メイ・ヤング・クラシックに出場。1回戦でミア・イムに敗退した。

## 得意技
AK47
横須賀カッターと同じ技。

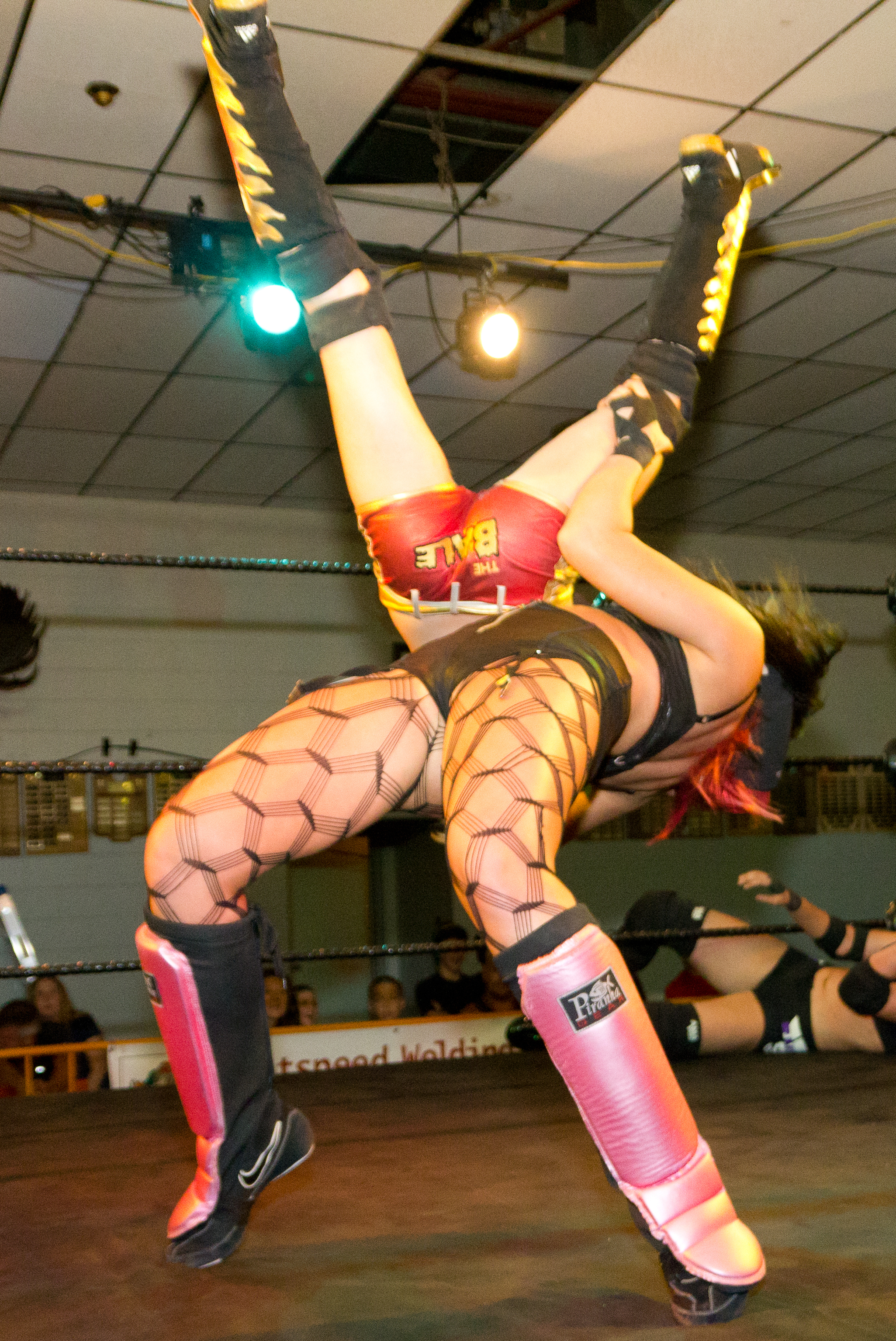
カットスロット
抱え式バックドロップ
変形ゴゴプラダ

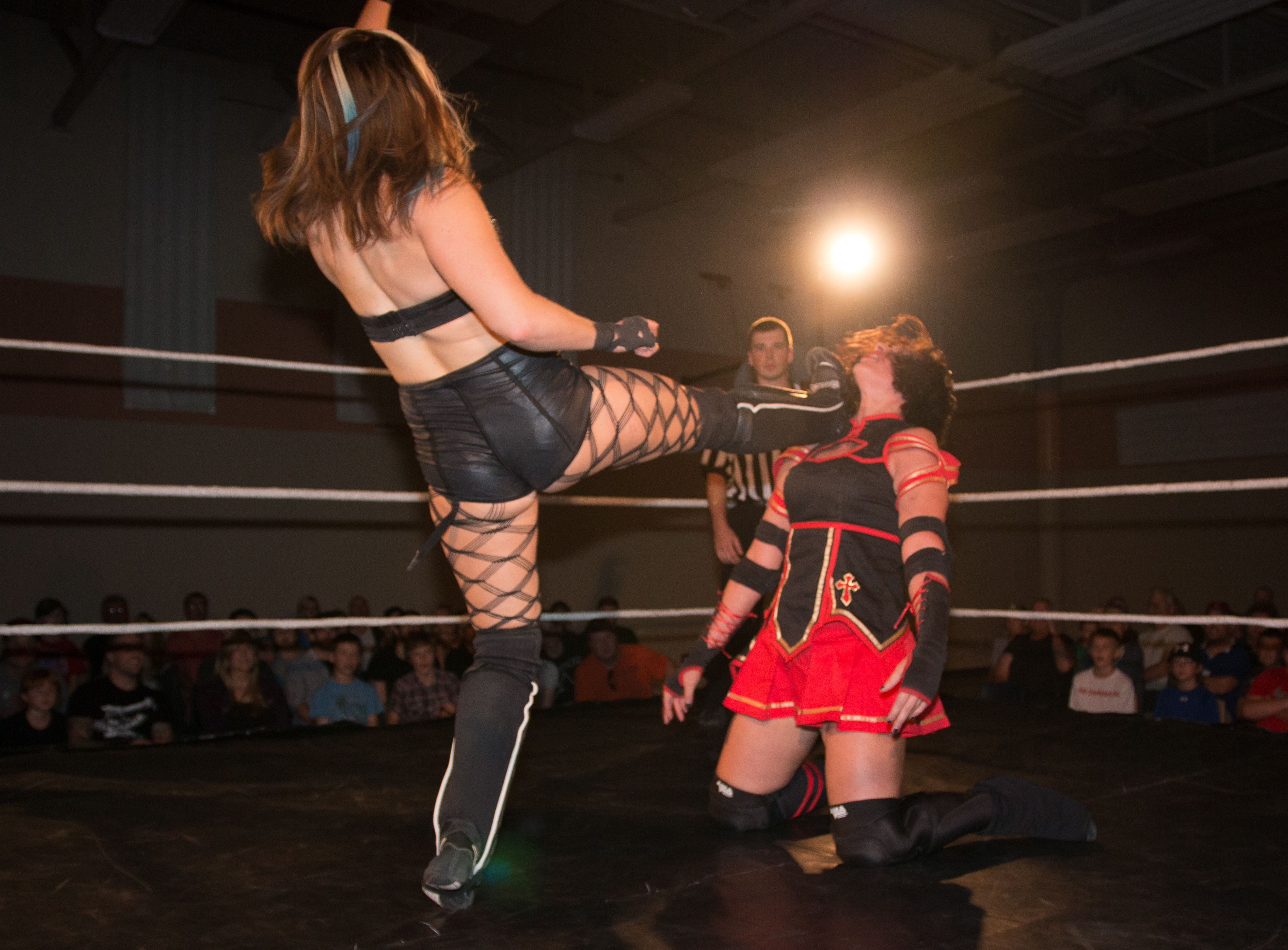
ビッグブート
スピニング・ラリアット
ネックブリーカー
サモアンドロップ

## 獲得タイトル
TNA/インパクト・レスリング
- TNA女子ノックアウト王座
- GFW女子王座

NWA
- NWA世界女子王座

AIW
- AIW女子王座[1][10]

WSU
- WSUタッグチーム王座 – with サッシー・ステファニー[1][2]